# Camillo Mastrocinque
Camillo Mastrocinque (Roma, 11 de maio de 1901 — Roma,  23 de abril de 1969) foi um roteirista, cineasta e ator italiano. 

## Biografia
Desde jovem que Camillo Mastrocinque interessou-se pelo cinema. Colaborou no filme  Ben-Hur de 1925. Trabalhou em França como roteirista e voltou para Itália onde começou a trabalhar como assistente de direcção. A sua estreia atrás das câmaras deu-se em 1937 com o filme Regina della Scala. Depois disso dirigiu cerca de 65 filmes, quase todos do género comédia.
Trabalhou também para a televisão.

## Filmografia
- Regina della Scala (1936), com  Guido Salvini e também no roteiro
- Voglio vivere con Letizia (1937) e também no roteiro
- Inventiamo l'amore (1938)
- L'orologio a cucù (1938)
- Bionda sottochiave (1939)
- Validità giorni dieci (1940) e também no roteiro
- Don Pasquale (1940)e também no roteiro
- La danza dei milioni (1940)
- Ridi pagliaccio!, de Camillo Mastrocinque (1941)
- I mariti - Tempesta d'amore (1941), e também no roteiro
- L'ultimo ballo (1941)
- Turbine (1941), e também no roteiro
- Vie del cuore (1942)
- Fedora (1942), e também no roteiro
- La maschera e il volto (1942), e também no roteiro
- La statua vivente (1942), e também no roteiro
- Le vie del cuore (1942)
- Oro nero (1942), com Enrico Guazzoni
- Il matrimonio segreto (filme) (1943), filme não acabado
- Il cavaliere del sogno (Donizetti) (1946, e também no roteiro
- L'inferno degli amanti (1946)
- Il segreto di Don Giovanni (1947)
- Sperduti nel buio (1947), e também no roteiro
- Arrivederci papà (1948)
- Il vento m'ha cantato una canzone (1948)
- L'uomo dal guanto grigio (1948), e também no roteiro
- Duello senza onore (1949), e também no roteiro
- La cintura di castità (1950), e também no roteiro
- Gli inesorabili (1950)
- Quel fantasma di mio marito (1950), e também no roteiro
- Duello senza onore (1951), e também no roteiro
- Il peccato di Anna (1952), e também no roteiro
- Areião (1952), e também no roteiro
- Attanasio cavallo vanesio (1953), e também no roteiro
- Café Chantant (1953)
- Tarantella napoletana (1953)
- Le vacanze del sor Clemente (1954), e também no roteiro
- Totò all'inferno (1954), e também no roteiro
- Napoli terra d'amore (1954), e também no roteiro
- Alvaro piuttosto corsaro (1954), e também no roteiro
- Figaro, il barbiere di Siviglia (1955)
- Porta un bacione a Firenze (1955)
- Siamo uomini o caporali? (1955), e também no roteiro
- Totò, Peppino e i fuorilegge (1956)
- Totò, lascia o raddoppia? (1956)
- Totò, Peppino e... la malafemmina (1956)
- La banda degli onesti (1956)
- Totò, Vittorio e la dottoressa (1957)
- È arrivata la parigina (1958), e também no roteiro
- Le bellissime gambe di Sabrina (1958)
- Totò a Parigi (1958)
- Domenica è sempre domenica (1958)
- La cambiale (1959)
- Vacanze d'inverno (1959)
- Anonima cocottes (1960)
- Noi duri (1960)
- Genitori in blue-jeans (1960)
- Il corazziere (1960), com o pseudónimo de Thomas Miller
- Tototruffa 62 (1961)
- Gli eroi del doppio gioco (1962)
- Diciottenni al sole (1962)
- I motorizzati (1964)
- E la donna creò l'uomo (1964)
- La cripta e l'incubo (1964), com o pseudónimo de Thomas Miller
- Un angelo per Satana (1966)
- Te lo leggo negli occhi (1966)
- Totò Story (1968), con Mario Mattoli
- Una tranquilla villeggiatura (1968)
- La più bella coppia del mondo (1968)

## Ator
- Roma città libera, de Marcello Pagliero (1946)
- In nome della legge, de Pietro Germi (1949)
- Il corazziere, de Camillo Mastrocinque com o pseudónimo de Thomas Miller (1960)
- Gli imbroglioni, de Lucio Fulci (1963)